# Lamasconson
Lamasconson, jedno od nekoliko malenih plemena ili bandi Algonquian Indijanaca koje je nekada obitavalo na područjima današnjih okruga St. Mary i Charles u Marylandu, odakle su 1651. (prema Bozemanu) preseljeni na gornju Wicomico. Hodge smatra da su manji ogranak Conoya.

## Vanjske poveznice
- Maryland Indian Land Cessions[neaktivna poveznica]